# 铜陵长江大桥
铜陵长江公路大桥是中国交通部“八五”期间的交通基础设施建设项目，是徐州——合肥——铜陵——黄山南北贯通线上跨越长江天堑的特大型公路桥梁，是合肥通过公路前往黄山的必经之路。大桥总投资5.4亿元，于1991年底开工建设，1995年12月26日建成通车，大桥由中国国务院总理李鹏题词，是安徽境内的第一座长江大桥。